# 台湾棉藓
台湾棉藓（学名：Plagiothecium formosicum）为棉藓科棉藓属下的一个种。

## 扩展阅读
- 維基物種上的相關：台湾棉藓